# ソウル空軍基地
ソウル空軍基地（ソウルくうぐんきち）またはソウル空港（ソウルくうこう）は、大韓民国京畿道城南市寿井区（一部ソウル特別市江南区）にある大韓民国空軍の基地。第15混成航空団が配置されている。

## 概要
1971年、ソウル特別市永登浦区にあった汝矣島空港に代わる軍用飛行場として開設された。仁川国際空港と金浦国際空港の緊急時の首都圏代替空港として民間機の離着陸は可能であるが、軍用飛行場であるので軍輸送を目的に使う場合が大部分を占めている。
非軍用としては、大韓民国大統領の海外訪問及び海外国賓の韓国訪問時の発着や、隔年開催されるソウルエアショーにて利用される。
ソウル近郊のベッドタウンとして基地周辺には住宅が迫ってきており騒音が問題とされてきているほか、建設中の第2ロッテワールドが高さ制限の緩和を求めるなど、立地環境の悪化による移転圧力が高まっている。
北朝鮮との軍事衝突発生の際には首都圏飛行場の中でソウル中心部から最も近いという立地である。